# Трооло
Трооло или книжовно Трохоло, понякога нечленуваво Троол (на македонска литературна норма: Трооло) е село в източната част на Северна Македония, община Пробищип.

## География
Землището на Трооло е 13,9 km2, от които земеделската площ е 1368 хектара – 465 хектара обработваема земя, 889 хектара пасища и 14 хектара гори.

## История
В XIX век Трооло е малко българско село в Щипска кааза на Османската империя. Според статистиката на Васил Кънчов от 1900 година селото има 80 жители, всички българи християни.
В началото на XX век българското население на селото е под върховенството на Българската екзархия. По данни на секретаря на екзархията Димитър Мишев („La Macédoine et sa Population Chrétienne“) през 1905 година в Трооло (Troolo) има 104 българи екзархисти.
Църквата „Света Троица“ е от 1901 година. Не е изписана.
В 1910 година селото пострадва по време на обезоръжителната акция. Жителят на селото Наум е арестуван и измъчван.
При избухването на Балканската война в 1912 година двама души от Трооло са доброволци в Македоно-одринското опълчение. След Междусъюзническата война в 1913 година селото попада в Сърбия.
На етническата си карта от 1927 година Леонард Шулце Йена показва Трохоло и Трохла (Troholo, Trohla) като български християнски села.
По време на българското управление във Вардарска Македония в годините на Втората световна война, Григор П. Марков е български кмет на Трооло от 5 септември 1941 година до 22 юни 1942 година. След това кметове са Игнат В. Тотев от Ловеч (22 юни 1942 - 11 февруари 1943) и Панчо Хр. Воденичаров от Щип (2 април 1943 - 9 септември 1944).
Според преброяването от 2002 година селото има 45 жители (26 мъже и 19 жени), в 21 домакинства и 29 къщи.

## Личности
Родени в Трооло
- Тошо Данев, македоно-одрински опълченец, 24-годишен, 1 рота на 3 солунска дружина, убит при Султан тепе на 17 юни 1913[9][10]